# 4 INFINITY
『4 INFINITY』（フォー・インフィニティ）は、PEARLのアルバム。

## 概要
新生PEARLの2枚目のアルバム。しかし、無期限活動休止に入ったため、これ以降のオリジナル・アルバムはリリースされていない。

## 収録曲
1. Words Don't Work
2. Feel So Wild、Feel So Blue
3. ジェラシーに気をつけろ ～Jealousy～
4. Harvest Moon
5. Last Night
6. Do Whatcha Got
7. Dusty Road
8. 火の鳥
9. My Wishing Heart
10. New Style
11. Dream On

作詞：田村直美(#ALL)
作曲：Tonny Flanklin(#1, 8, 10)、田村直美・Joey Carbone(#2, 3, 5, 9)、北島健二(#4, 7)、Carmine Appice(#6, 11)
編曲：Joey Carbone・月光恵亮・PEARL(#ALL)